# Keep on Pumpin' It
«Keep on pumpin' it» es una canción pop compuesta por el dúo de compositores Mike Stock y Pete Waterman y Kylie minogue para esta última en 1990. Kylie no aparece en la portada del sencillo. Tampoco se hizo un video para la canción. 

## Sencillos
Sencillo en CD
1. "Keep On Pumpin' It" (Angelic Edit) - 4:00
2. "Keep On Pumpin' It" (Angelic Remix) - 7:24
3. "Keep On Pumpin' It" (Astral Flight Mix) - 6:54

7" single
1. "Keep On Pumpin' It" (Angelic Edit) - 4:00
2. "Keep On Pumpin' It" (Astral Flight Edit) - 3:28

12" single
1. "Keep On Pumpin' It" (Angelic Remix) - 7:24
2. "Keep On Pumpin' It" (Astral Flight Mix) - 6:54

## Posicionamiento
| Listas (1992) | Posición |
| ------------- | -------- |
| Reino Unido   | 49       |